# Premi de novel·la curta Just Manuel Casero
El Premi de novel·la curta Just Manuel Casero és un premi literari en llengua catalana convocat per la Llibreria 22 de Girona des de 1981 i editat per Columna Edicions, Editorial Empúries i en les darreres edicions per Amsterdam Llibres. Porta el nom del periodista gironí Just Manuel Casero i Madrid.
Al premi hi poden optar obres de novel·la curta, originals i inèdites, escrites en català. Té una dotació de 2.200 euros.

## Guanyadors[3]
- 1981 Rafael Vallbona i Pep Bras amb l'obra Amfetamínic
- 1982 Miquel Fañanàs amb Heu vist Tana?
- 1983 Josep M. Fonalleras amb El rei del Mambo
- 1984 Josep Valls amb El cap sota l'ala
- 1985 Dolors Garcia i Cornellà amb Albert
- 1986 Josep Pujol i Coll amb Cal·ligrafia
- 1987 Sílvia Manzana amb Tendra és la nit
- 1988 Lluís Muntada amb Espirals
- 1989 Desert
- 1990 Astrid Magrans amb Breu
- 1991 Desert.
- 1992 Marc Aguilar amb El carnisser inepte
- 1993 Desert
- 1994 Bel Bosck amb Trucant a les portes del cel
- 1995 Desert
- 1996 Pep Bertran amb Amanida muscaria
- 1997 Albert Figueras amb Les hores fosques
- 1998 Ivan Alonso amb Abecedari de la decepció
- 1999 Lluís Vilarrasa amb L'home de Dover
- 2000 Àngel de Vega amb Rocs
- 2001 Oriol Ràfols amb Uu Aa
- 2002 Josep Pastells amb Pell de cilici
- 2003 Joan-Daniel Bezsonoff amb La guerra dels cornuts
- 2004 Joan Negre amb La funesta ideologia
- 2005 Mònica Batet amb L'habitació grisa
- 2006 Joan Mañas amb Arqueologia de l'amor
- 2007 Pau Planas amb L'apèndix
- 2008 Joan Marés amb A la roda de fira
- 2009 Josep Campmajó i Caparrós amb Olor de violetes
- 2010 Helder Farrés amb Novotsky
- 2011 Muriel Villanueva amb La gatera
- 2012 Mar Bosch amb Darrere les hores càlides
- 2013 Oriol Ponsatí-Murlà amb Totes les estacions de França
- 2014 Antoni Carrasco amb La segona lluna
- 2015 Josep M. Pagès (sota el pseudònim de J. P.) amb Blat
- 2016 Jaume Puig amb El veler magenta
- 2017 Víctor García Tur amb Els romanents
- 2018 Anna Monreal amb Periplaneta americana, publicat amb el títol Tristany
- 2019 Carles Torres amb Els cossos elèctrics
- 2020 Helena Carreras amb Dinou vint
- 2021 Daniel Cid Moragas amb L'espai d'un instant[4]
- 2022 Marta Pascual per La casa dels caps de setmana
- 2023 Mercè Saurina per Fugint dels camps de blat
- 2024 Elisabet Jané, per El present perfecte[5]